# Tetracén
A tetracén (elavult nevén naftacén) egy policiklusos aromás szénhidrogén. Megjelenése halvány narancssárga színű por. A tetracén négygyűrűs molekula, az acének közé tartozik.
A tetracén egy molekuláris szerves félvezető, a szerves térvezérlésű tranzisztorokban (OFET) és szerves fénykibocsátó diódákban (OLED) használják fel. 2007 májusában két japán egyetem – a Tohoku Egyetem és Osaka Egyetem – kutatói bejelentették, hogy létrehoztak egy egyetlen tetracén kristályból álló ambipolár fénykibocsátó tranzisztort. Az ambipolár azt jelenti, hogy a pozitív töltésű lyukak és a negatív töltésű elektronok egyaránt szállítanak elektromos töltést. A tetracén felhasználható lézerek aktív közegeként, mint kemilumineszcencia szenzibilizáló.
Jan Hendrik Schön a Bell Laboratóriumnál töltött idő (1997–2002) alatt azt állította, hogy kifejlesztettek egy tetracénen alapuló, elektromosan pumpált lézert. Azonban az eredményei nem voltak megismételhetőek, és így ez tudományos csalásnak minősül.

## Fordítás
Ez a szócikk részben vagy egészben  a   Tetracene című angol Wikipédia-szócikk fordításán alapul.  Az eredeti cikk szerkesztőit annak laptörténete sorolja fel. Ez a jelzés csupán a megfogalmazás eredetét és a szerzői jogokat jelzi, nem szolgál a cikkben szereplő információk forrásmegjelöléseként.